# Сальвадор Кармона, Мануэль
Мануэль Сальвадор Кармона (20 мая 1734, Нава-дель-Рей — 15 октября 1820, Мадрид) — испанский гравёр, дизайнер и иллюстратор.

## Биография
Родился в Нава-дель-Рей. Сначала учился у своего дяди, скульптора Луиса Сальвадора Кармона, в Королевской академии изящных искусств Сан-Фернандо. Позже учился в Париже у Николя-Габриэля Дюпюи. В 1759 году стал ассистентом в Королевской Академии живописи и скульптуры. В 1762 году вернулся в Мадрид. Став вдовцом, женился на художнице Анне Марии Менгс, дочери художника Антона Рафаэля Менгса. В 1783 году стал придворным гравером. Умер в Мадриде .
Среди его учеников были его брат Хуан Антонио Сальвадор Кармона, Хосе Гомес де Навиа, Фернандо Селма .